# Achraf Achaoui
Achraf Achaoui (Anderlecht, 10 december 1996) is een Marokkaans-Belgische voetballer die als verdediger speelt.

## Carrière

### Jeugd
Achraf Achaoui voetbalde in de jeugd voor AA Gent. In 2013 ruilde de linksachter Gent in voor Standard Luik. Datzelfde jaar maakten ook de broers Ryan en Samy Mmaee de overstap van Gent naar Luik.

### Standard Luik
Op 22 april 2016 maakte hij in play-off II zijn officieel debuut voor Standard Luik. Hij mocht toen van coach Yannick Ferrera als linksachter in de basis starten in een wedstrijd tegen Moeskroen-Péruwelz. Na 76 minuten werd hij vervangen door Rochinha. Een seizoen later belandde hij opnieuw in de B-kern. In de zomer van 2017 werd zijn contract stopgezet, waarna hij zich in Nederland aansloot bij het tweede elftal van Roda JC.

## Statistieken
| Seizoen | Club          | Land               | Competitie         | Competitie | Competitie | Beker | Beker | Supercup | Supercup | Europees | Europees | Totaal | Totaal |
| Seizoen | Club          | Land               | Competitie         | Wed.       | Dlp.       | Wed.  | Dlp.  | Wed.     | Dlp.     | Wed.     | Dlp.     | Wed.   | Dlp.   |
| ------- | ------------- | ------------------ | ------------------ | ---------- | ---------- | ----- | ----- | -------- | -------- | -------- | -------- | ------ | ------ |
| 2015/16 | Standard Luik | Vlag van België    | Jupiler Pro League | 1          | 0          | 0     | 0     | 0        | 0        | 0        | 0        | 1      | 0      |
| 2016/17 | Standard Luik | Vlag van België    | Jupiler Pro League | 0          | 0          | 0     | 0     | 0        | 0        | 0        | 0        | 0      | 0      |
| 2017/18 | Jong Roda JC  | Vlag van Nederland | Reservecompetitie  | 0          | 0          | 0     | 0     | 0        | 0        | 0        | 0        | 0      | 0      |
| TOTAAL  | TOTAAL        | TOTAAL             | TOTAAL             | 1          | 0          | 0     | 0     | 0        | 0        | 0        | 0        | 1      | 0      |